# Pikachu (szobor)
A Pikachu vagy más néven Pokemonument, 2016-ban felállított üveggyapot szobor volt, mely az azonos nevű pokémon-fajt ábrázolta. A szobrot az amerikai Louisiana tagállam New Orleans városának Lower Garden District részében állították fel, alkotója ismeretlen.

## Leírása és története
Az 1,5 m (5 láb) magas szobrot 2016. július 31-én, New Orleans Coliseum Square-hez közel, a Lower Garden District területén, a Terpsichore utca menti egyik szétszerelt szökőkútban állították fel a Pokémon Go videójáték tiszteletére. A művész „#pokemonument” feliratot írta fel az alkotása talpazatához közeli egyik betonkockára.
A szobrot néhány nappal a felállítása után valaki baseball-ütővel megpróbálta megrongálni, majd miután ez nem sikerült neki, összefirkálta. Később kijavították, azonban körülbelül két héttel a felállítása után a Pokemonumentet eltávolították, az azt kihelyező név nélküli művész az interneten közzétette, hogy a művét el fogja árverezni, az ebből befolyt összeget pedig a park szökőkútjainak felújítására fogja fordítani.